# Pleistodontes greenwoodi
Pleistodontes greenwoodi är en stekelart som först beskrevs av Grandi 1928.  Pleistodontes greenwoodi ingår i släktet Pleistodontes och familjen fikonsteklar. Inga underarter finns listade i Catalogue of Life.